# Hartola
Hartola é um distrito municipal do centro-sul da Finlândia, na região do Päijänne_Tavastia.
O município tem 3740 habitantes e cobre uma área de 675.53 km² dos quais, 131.66 km² são água. A densidade populacional é de 5.54 habitantes por km².
O município foi também conhecido como "Gustaf Adolf" em documentos suecos, mas é hoje referido como "Hartola" também em sueco. 
Em Hartola está localizado o Museu Itä-Hämeen, que é o museu regional de sete municípios.